# Tríplice fronteira

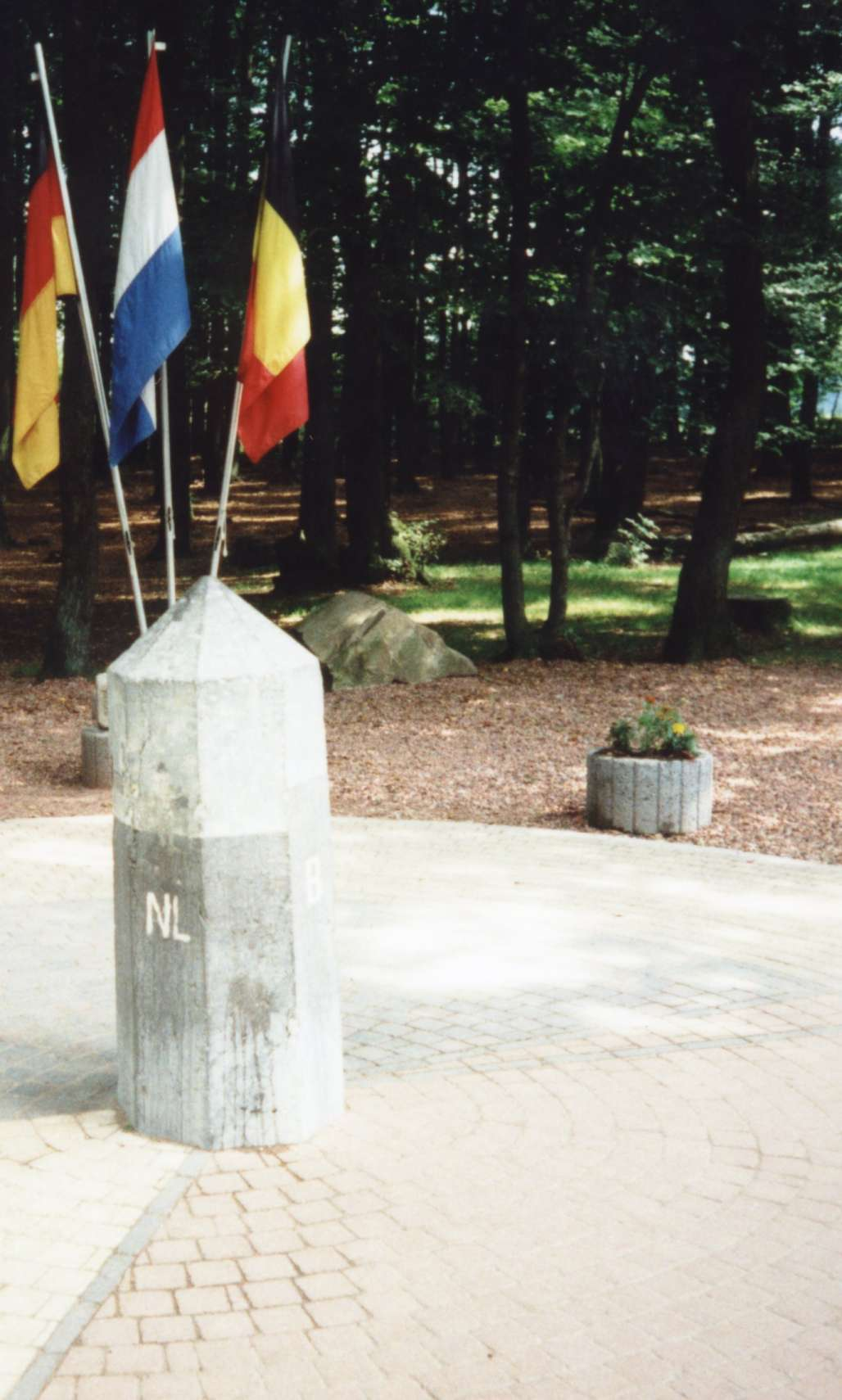
Tripla fronteira entre Alemanha, Países Baixos e Bélgica.

Uma tríplice fronteira ou tripla fronteira é o ponto onde se encontram os limites territoriais e políticos de três países ou divisões de um estado.
Entre os 195 países do mundo geralmente reconhecidos, 134 têm pelo menos uma tripla fronteira. Os outros ou são países insulares (como o Japão), ou fazem fronteira com apenas um outro país (como Portugal), ou fazem fronteira com dois que não são adjacentes (como os Estados Unidos).
As tríplices fronteiras na América do Sul são muitas. Só o Brasil possui nove tríplices fronteiras; a Bolívia e o Peru cinco; a Argentina, quatro; o Paraguai e a Colômbia, três tríplices fronteiras cada um; o Chile, a Venezuela, a Guiana e o Suriname possuem duas cada um; Equador, Uruguai e Guiana Francesa têm apenas uma tríplice fronteira cada um.

## Lista de triplas fronteiras
Esta é uma lista de pontos de tripla fronteira, por continente.

### África
A África continental (sem as ilhas) com seus 48 países apresenta muitas fronteiras tríplices, pontos onde se encontram os territórios de três países. Há nações que, em função de sua localização, apresentam muitos pontos tríplices de fronteira, tais como Sudão, República Democrática do Congo, Zâmbia, Burquina Fasso, Mali, Argélia, etc.
Lista das fronteiras tríplices da África
| Nome               | País 1                         | País 2                         | País 3                         | Coordenadas                 |
| ------------------ | ------------------------------ | ------------------------------ | ------------------------------ | --------------------------- |
| Lago Chade         | Camarões                       | Chade                          | Nigéria                        |                             |
| Lago Chade         | Chade                          | Níger                          | Nigéria                        |                             |
| Triângulo de Ilemi | Sudão do Sul                   | Quênia                         | Etiópia                        | 4° 59' 29" N 35° 19' 39" E  |
|                    | Camarões                       | Chade                          | Nigéria                        |                             |
|                    | Chade                          | Níger                          | Nigéria                        |                             |
|                    | Quênia                         | Tanzânia                       | Uganda                         |                             |
|                    | Sudão                          | Egito                          | Líbia                          |                             |
|                    | Sudão                          | Líbia                          | Chade                          |                             |
|                    | Sudão                          | Chade                          | República Centro-Africana      |                             |
|                    | Sudão                          | Sudão do Sul                   | República Centro-Africana      | 9° 44' 27" N 23° 45' 09" E  |
|                    | Sudão                          | Sudão do Sul                   | República Democrática do Congo | 9° 31' 27" N 34° 10' 03" E  |
|                    | Sudão do Sul                   | República Centro-Africana      | República Democrática do Congo |                             |
|                    | Sudão do Sul                   | República Democrática do Congo | Uganda                         |                             |
|                    | Sudão do Sul                   | Uganda                         | Quênia                         |                             |
|                    | Sudão do Sul                   | Quênia                         | Etiópia                        |                             |
|                    | República Democrática do Congo | República Centro-Africana      | República do Congo             |                             |
|                    | República Democrática do Congo | República do Congo             | Angola                         |                             |
|                    | República Democrática do Congo | Angola                         | Zâmbia                         |                             |
|                    | República Democrática do Congo | Zâmbia                         | Tanzânia                       |                             |
|                    | República Democrática do Congo | Tanzânia                       | Burundi                        |                             |
|                    | República Democrática do Congo | Burundi                        | Ruanda                         |                             |
| Monte Sabyinyo     | República Democrática do Congo | Ruanda                         | Uganda                         |                             |
|                    | Burquina Fasso                 | Mali                           | Costa do Marfim                |                             |
|                    | Burquina Fasso                 | Costa do Marfim                | Gana                           |                             |
|                    | Burquina Fasso                 | Gana                           | Togo                           |                             |
|                    | Burquina Fasso                 | Togo                           | Benim                          |                             |
|                    | Burquina Fasso                 | Benim                          | Níger                          |                             |
|                    | Burquina Fasso                 | Níger                          | Mali                           |                             |
|                    | Zâmbia                         | Angola                         | Botswana                       |                             |
|                    | Zâmbia                         | Botswana                       | Zimbabwe                       |                             |
|                    | Zâmbia                         | Zimbabwe                       | Moçambique                     |                             |
|                    | Zâmbia                         | Moçambique                     | Malawi                         |                             |
|                    | Zâmbia                         | Malawi                         | Tanzânia                       |                             |
|                    | Mali                           | Níger                          | Argélia                        |                             |
|                    | Mali                           | Argélia                        | Mauritânia                     |                             |
|                    | Mali                           | Mauritânia                     | Senegal                        |                             |
|                    | Mali                           | Senegal                        | Guiné                          |                             |
|                    | Mali                           | Guiné                          | Costa do Marfim                |                             |
|                    | África do Sul                  | Namíbia                        | Botswana                       |                             |
|                    | África do Sul                  | Botswana                       | Zimbabwe                       |                             |
|                    | África do Sul                  | Zimbabwe                       | Moçambique                     |                             |
|                    | África do Sul                  | Moçambique                     | Essuatíni                      |                             |
|                    | África do Sul                  | Essuatíni                      | Moçambique                     |                             |
|                    | Argélia                        | Marrocos                       | Mauritânia                     |                             |
|                    | Argélia                        | Níger                          | Líbia                          |                             |
|                    | Argélia                        | Líbia                          | Tunísia                        |                             |
| Mousa Ali          | Etiópia                        | Eritreia                       | Djibuti                        | 12° 28' 15" N 42° 24' 18" E |
|                    | Etiópia                        | Djibuti                        | Somália                        |                             |
|                    | Etiópia                        | Somália                        | Quênia                         |                             |
|                    | Guiné                          | Guiné-Bissau                   | Senegal                        |                             |
|                    | Guiné                          | Serra Leoa                     | Libéria                        |                             |
|                    | Guiné                          | Libéria                        | Costa do Marfim                |                             |
|                    | Guiné Equatorial               | Mali                           | Costa do Marfim                |                             |
|                    | Gabão                          | Camarões                       | República do Congo             |                             |
|                    | Moçambique                     | Tanzânia                       | Malawi                         |                             |
|                    | Tanzânia                       | Ruanda                         | Burquina Fasso                 |                             |
|                    | Tanzânia                       | Burquina Fasso                 | Uganda                         |                             |
|                    | Chade                          | Camarões                       | República Centro-Africana      |                             |
|                    | Líbia                          | Níger                          | Chade                          |                             |
| Lago Vitória       | Quênia                         | Tanzânia                       | Uganda                         |                             |

### Ásia

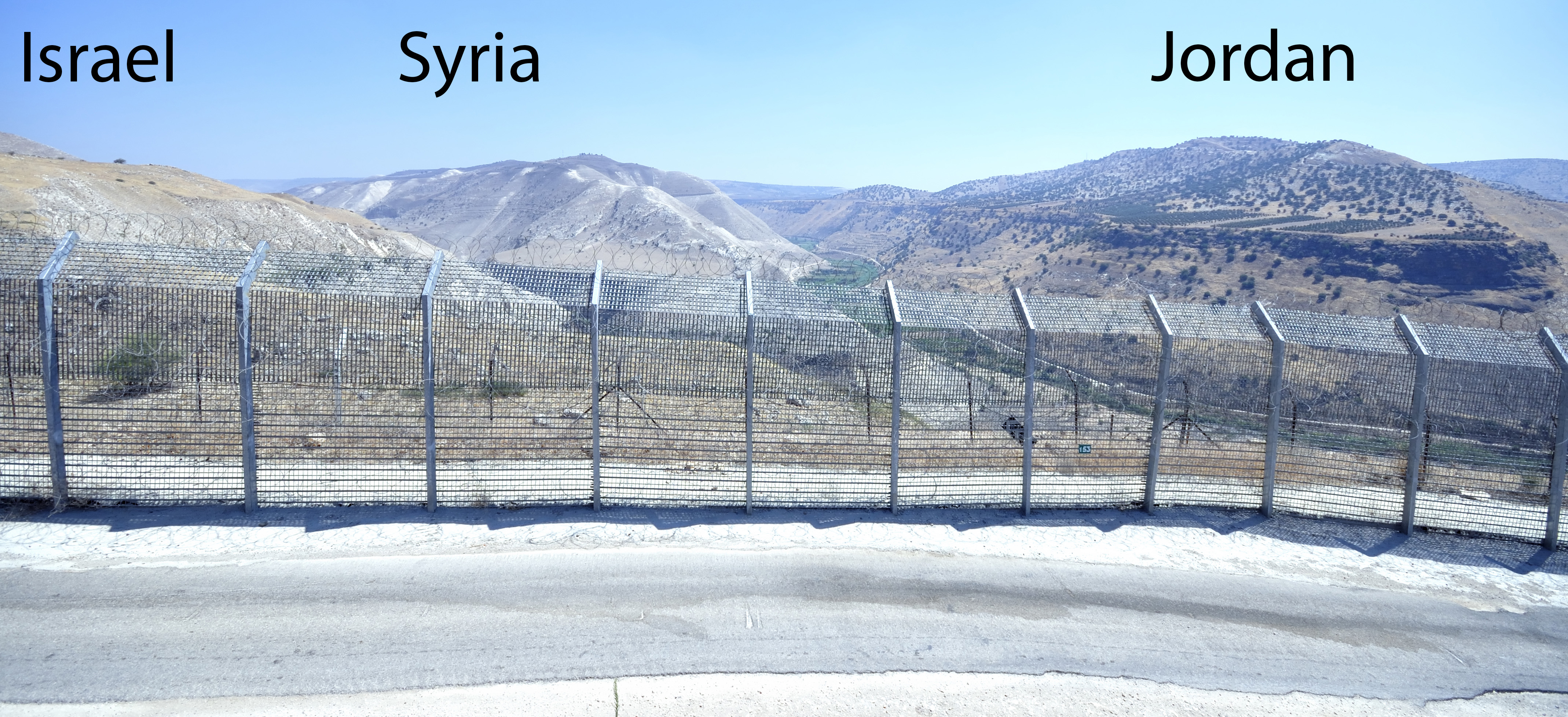

À Ásia continental (sem as ilhas) com seus 36 países apresenta muitas fronteiras tríplices, pontos onde se encontram os territórios de três países. A China, em função de sua localização e de sua extensão, apresenta muitos pontos tríplices de fronteira.
Há ainda quatro fronteiras tríplices na transição entre Europa e Ásia.
Lista das fronteiras tríplices da Ásia:
| Nome            | País 1         | País 2          | País 3                 | Coordenadas                  |
| --------------- | -------------- | --------------- | ---------------------- | ---------------------------- |
| Zahedan         | Afeganistão    | Irão            | Paquistão              | 29° 51′ 40″ N, 60° 52′ 58″ L |
|                 | Afeganistão    | Tajiquistão     | Paquistão              |                              |
|                 | Afeganistão    | Tajiquistão     | Uzbequistão            |                              |
|                 | Afeganistão    | Turquemenistão  | Irão                   |                              |
|                 | Afeganistão    | Turquemenistão  | Uzbequistão            |                              |
| Glaciar Siachen | China          | Índia           | Paquistão              | 35° 01′ N, 76° 58′ L         |
|                 | China          | Coreia do Norte | Rússia                 |                              |
|                 | China          | Cazaquistão     | Rússia                 | 49° 05′ 59″ N, 87° 18′ 44″ L |
|                 | China          | Mongólia        | Rússia                 | 49° 08′ 07″ N, 87° 35′ 39″ L |
|                 | China          | Mongólia        | Rússia                 |                              |
|                 | China          | Tajiquistão     | Quirguistão            |                              |
|                 | China          | Tajiquistão     | Paquistão              |                              |
| Khan Tengri     | China          | Quirguistão     | Cazaquistão            |                              |
|                 | China          | Vietname        | Laos                   |                              |
|                 | China          | Laos            | Myanmar                |                              |
|                 | China          | Myanmar         | Índia                  |                              |
| Oeste           | China          | Índia           | Butão                  |                              |
| Leste           | China          | Índia           | Butão                  |                              |
| Oeste           | China          | Índia           | Nepal                  |                              |
| Leste           | China          | Índia           | Nepal                  |                              |
|                 | Iraque         | Síria           | Turquia                | 37° 06′ 42″ N, 42° 21′ 48″ L |
|                 | Iraque         | Síria           | Jordânia               |                              |
|                 | Iraque         | Arábia Saudita  | Jordânia               |                              |
|                 | Iraque         | Arábia Saudita  | Kuwait                 |                              |
|                 | Iraque         | Irão            | Turquia                |                              |
|                 | Síria          | Israel          | Jordânia               |                              |
|                 | Síria          | Israel          | Líbano                 |                              |
|                 | Omã            | Arábia Saudita  | Iêmen                  |                              |
|                 | Omã            | Arábia Saudita  | Emirados Árabes Unidos |                              |
|                 | Turquemenistão | Cazaquistão     | Uzbequistão            |                              |
|                 | Cazaquistão    | Quirguistão     | Uzbequistão            |                              |
|                 | Tajiquistão    | Quirguistão     | Uzbequistão            |                              |
|                 | Laos           | Tailândia       | Myanmar                |                              |
|                 | Laos           | Tailândia       | Camboja                |                              |
|                 | Laos           | Vietname        | Camboja                |                              |
|                 | Índia          | Myanmar         | Bangladesh             |                              |

Fronteiras tríplices Ásia / Europa (na região do Cáucaso):
| Nome | País 1       | País 2      | País 3         | Coordenadas |
| ---- | ------------ | ----------- | -------------- | ----------- |
|      | Turquia Asia | Geórgia Eur | Armênia Eur    |             |
|      | Turquia Asia | Geórgia Eur | Azerbaijão Eur |             |
|      | Turquia Asia | Irão Asia   | Azerbaijão Eur |             |
|      | Irão Asia    | Armênia Eur | Azerbaijão Eur |             |

### Europa

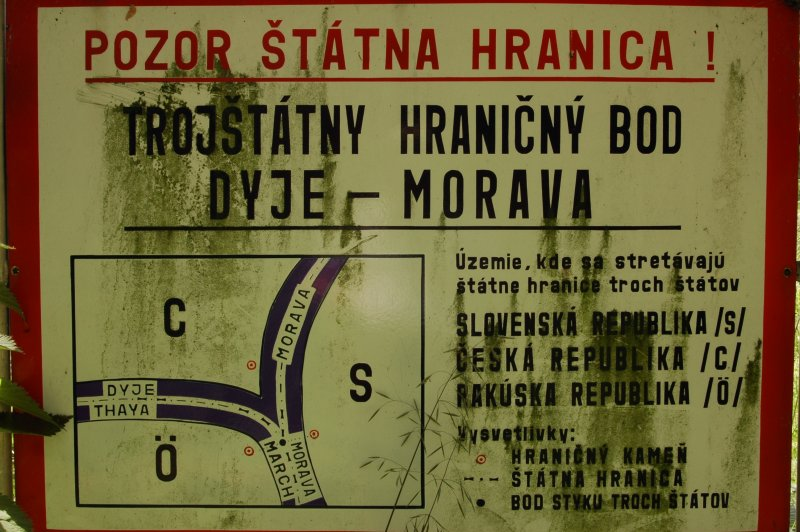
Sinal da tríplice fronteira Áustria-República Checa-Eslováquia

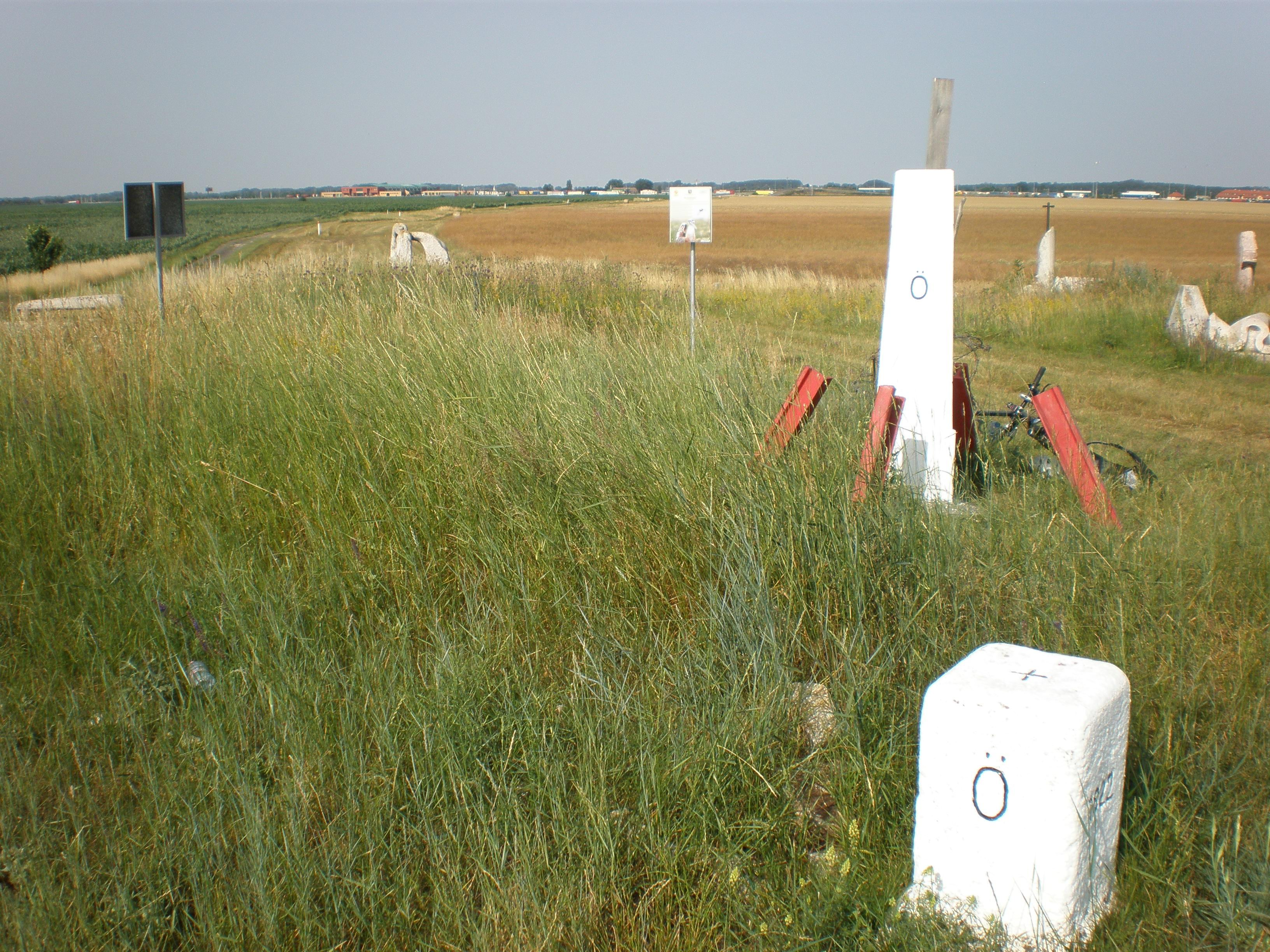
Marco da tríplice fronteira Áustria-Eslováquia-Hungria

A Europa continental (sem as ilhas) com seus 44 países apresenta muitas fronteiras tríplices. Com a dissolução, no início dos anos 90, de nações como a União Soviética, Iugoslávia e Tchecoslováquia, a quantidade de países novos foi significativa. Apresentam muitas fronteiras tríplices aqueles países mais extensos e mais centrais, tais como França, Alemanha, Rússia, Áustria, etc.
Lista das fronteiras tríplices da Europa
Nota: As tríplices fronteiras entre países de continentes diferentes (Europa, Ásia) nos limites entre os mesmos, estão apresentadas em Tríplice fronteira#Ásia
| Nome               | País 1             | País 2               | País 3             | Coordenadas                 |
| ------------------ | ------------------ | -------------------- | ------------------ | --------------------------- |
| Lago Prespa        | Albânia            | Grécia               | Macedônia do Norte | 40° 51' 06" N 20° 59' E     |
|                    | Albânia            | Macedônia do Norte   | Kosovo             | 41° 52' 49" N 20° 35' 44" E |
|                    | Macedônia do Norte | Sérvia               | Kosovo             | 42° 55' 33" N 21° 34' 57" E |
|                    | Montenegro         | Sérvia               | Kosovo             | 42° 50' 01" N 20° 21' 47" E |
|                    | Andorra            | Espanha              | França             | 42° 30' 09" N 1° 43' 28" E  |
| Pico de Médécourbe | Andorra            | Espanha              | França             | 42° 36' 07" N 1° 26' 32" E  |
|                    | Armênia            | Azerbaijão           | Geórgia            | 41° 18' 07" N 45° 0' 14" E  |
|                    | Áustria            | Chéquia              | Alemanha           | 48° 46' 16" N 13° 50' 22" E |
| Lago Constança     | Áustria            | Alemanha             | Suíça              | 47° 31' 45" N 9° 36' 41" E  |
|                    | Áustria            | Itália               | Eslovênia          | 46° 31' 19" N 13° 42' 51" E |
|                    | Áustria            | Itália               | Suíça              | 46° 51' 16" N 10° 28' 08" E |
|                    | Áustria            | Liechtenstein        | Suíça              | 47° 16' 11" N 9° 31' 49" E  |
| Naafkopf           | Áustria            | Liechtenstein        | Suíça              | 47° 3' 35" N 9° 36' 24" E   |
|                    | Azerbaijão         | Geórgia              | Rússia             | 41° 54' 44" N 46° 25' 32" E |
|                    | Bélgica            | França               | Luxemburgo         | 49° 32' 46" N 5° 49' 05" E  |
|                    | Bélgica            | Alemanha             | Luxemburgo         | 50° 07' 47" N 6° 08' 15" E  |
| Vaalserberg        | Bélgica            | Alemanha             | Países Baixos      | 50° 45' 16" N 6° 01' 15" E  |
|                    | Chéquia            | Alemanha             | Polónia            | 50° 52' 13" N 14° 49' 22" E |
|                    | Finlândia          | Noruega              | Rússia             | 69° 03' 06" N 28° 55' 43" E |
| Treriksröset       | Finlândia          | Noruega              | Suécia             | 69° 03' 35" N 20° 32' 49" E |
|                    | França             | Alemanha             | Luxemburgo         | 49° 28' 10" N 6° 22' 02" E  |
| Basel              | França             | Alemanha             | Suíça              | 47° 35' 23" N 7° 35' 18" E  |
| Monte Dolent       | França             | Itália               | Suíça              | 45° 55' 21" N 7° 02' 39" E  |
|                    | Rússia             | Estónia              | Letônia            | 57° 31' 30" N 27° 21' 07" E |
|                    | Rússia             | Bielorrússia         | Letônia            | 56° 09' 43" N 28° 09' 26" E |
|                    | Rússia             | Bielorrússia         | Ucrânia            | 52° 06' 58" N 31° 46' 50" E |
|                    | Rússia             | Polónia              | Lituânia           | 54° 21' 45" N 22° 47' 26" E |
|                    | Bielorrússia       | Polónia              | Lituânia           | 53° 57' 17" N 23° 30' 53" E |
|                    | Bielorrússia       | Polónia              | Ucrânia            | 51° 30' 17" N 23° 37' 29" E |
|                    | Eslováquia         | Polónia              | Ucrânia            | 49° 05' 14" N 22° 33' 47" E |
|                    | Eslováquia         | Polónia              | Chéquia            | 49° 31' 03" N 18° 50' 56" E |
|                    | Eslováquia         | Áustria              | Chéquia            | 48° 36' 59" N 16° 56' 24" E |
|                    | Eslováquia         | Áustria              | Hungria            | 48° 0' 24" N 17° 09' 38" E  |
|                    | Eslováquia         | Ucrânia              | Hungria            | 48° 24' 18" N 22° 08' 24" E |
|                    | Roménia            | Ucrânia              | Hungria            | 47° 57' 16" N 22° 53' 50" E |
| Briceni            | Roménia            | Ucrânia              | Moldávia           | 48° 15' 50" N 26° 37' 31" E |
| Reni               | Roménia            | Ucrânia              | Moldávia           | 45° 28' 02" N 28° 12' 48" E |
|                    | Roménia            | Bulgária             | Sérvia             | 44° 12' 51" N 22° 44' 29" E |
|                    | Croácia            | Eslovênia            | Sérvia             | 46° 28' 11" N 22° 44' 29" E |
|                    | Croácia            | Bósnia e Herzegovina | Sérvia             | 44° 51' 19" N 19° 01' 13" E |
|                    | Croácia            | Bósnia e Herzegovina | Montenegro         | 42° 33' 23" N 18° 26' 16" E |
|                    | Grécia             | Bulgária             | Macedônia do Norte | 41° 20' 37" N 22° 56' 40" E |
|                    | Grécia             | Bulgária             | Turquia            | 41° 42' 43" N 26° 21' 03" E |

### América do Norte e Central
| Nome | País 1      | País 2    | País 3   | Coordenadas                |
| ---- | ----------- | --------- | -------- | -------------------------- |
|      | Belize      | Guatemala | México   | 17° 48' 47" N 89° 8' 54" O |
|      | El Salvador | Guatemala | Honduras | 14° 25' 18" N 89° 21' 2" O |

### América do Sul

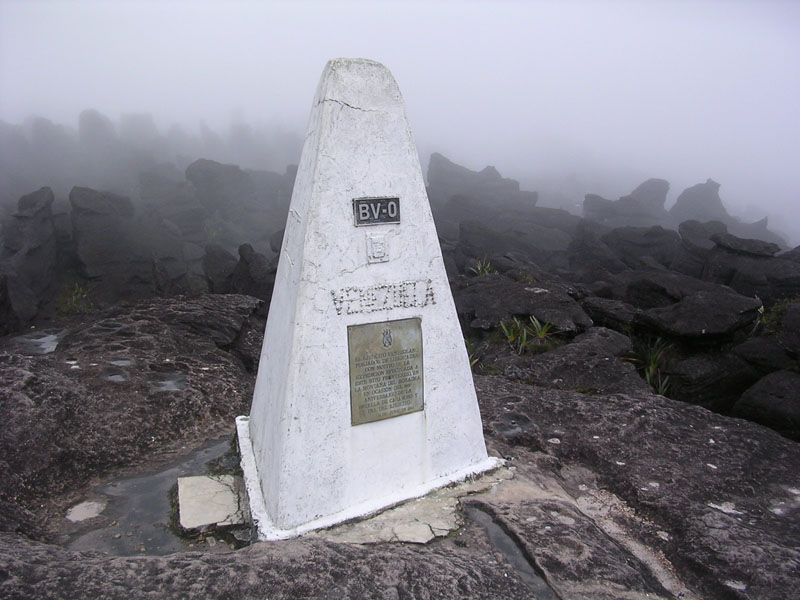
Tríplice fronteira Brasil/Venezuela/Guiana no monte Roraima.

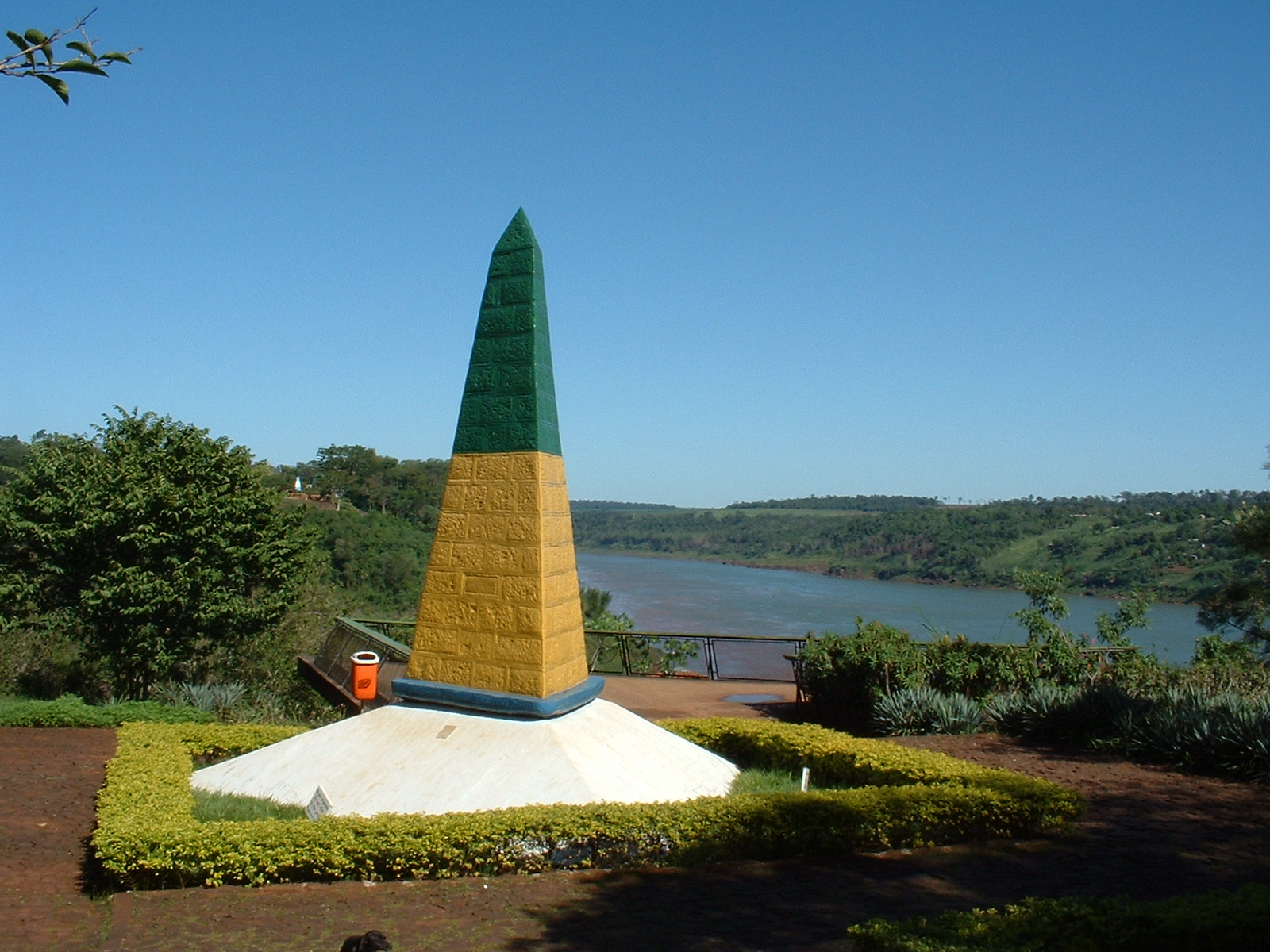
Este é o famoso marco das três fronteiras

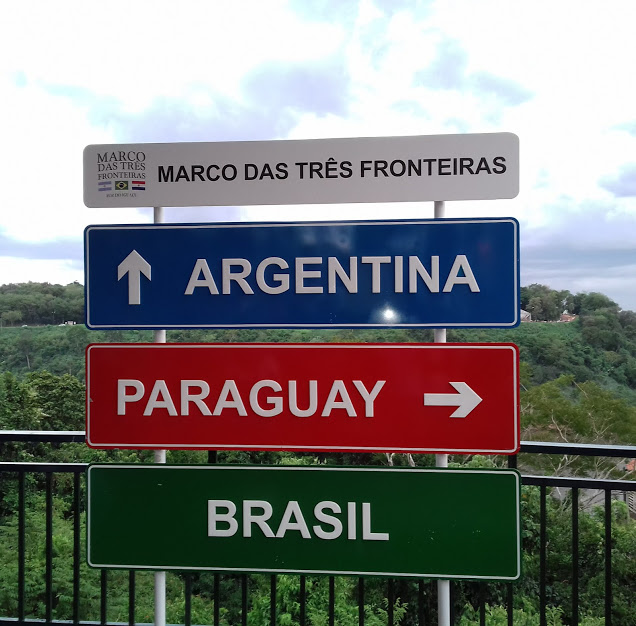
Marco das três fronteiras, Argentina, Paraguai e Brasil

| Nome                         | País 1    | País 2    | País 3          | Coordenadas                       |
| ---------------------------- | --------- | --------- | --------------- | --------------------------------- |
| Zapaleri                     | Argentina | Bolívia   | Chile           | 22° 48' 30" S 67° 10' 40" O       |
|                              | Argentina | Bolívia   | Paraguai        | 22° 14' 01" S 62° 38' 20" O       |
| Tríplice Fronteira do Iguaçu | Argentina | Brasil    | Paraguai        | 25° 35' 28.68" S 54° 35' 26.61" O |
| Ilha Brasileira              | Argentina | Brasil    | Uruguai         | 30° 10' 30.30" S 57° 38' 39.55" O |
| Triángulo Dionisio Foianini  | Bolívia   | Brasil    | Paraguai        | 20° 10' 13.00" S 58° 10' 00.01" O |
|                              | Bolívia   | Brasil    | Peru            | 10° 56' 42.00" S 69° 34' 17.76" O |
| Visviri                      | Bolívia   | Chile     | Peru            | 17° 35' 41" S 69° 28' 54" O       |
| Três Fronteiras              | Brasil    | Colômbia  | Peru            | 4° 13' 33.60" S 69° 56' 42.00" O  |
|                              | Brasil    | Colômbia  | Venezuela       | 1° 13' 48.50" N 66° 51' 01.16" O  |
| Monte Roraima                | Brasil    | Venezuela | Guiana          | 5° 11' 39.80" N 60° 44' 14.04" O  |
|                              | Brasil    | Guiana    | Suriname        | 1° 56' 03.20" N 56° 30' 00.98" O  |
|                              | Brasil    | Suriname  | Guiana Francesa | 2° 19' 32.55" N 54° 33' 16.00" O  |
|                              | Colômbia  | Equador   | Peru            | 0° 07' 01" S 75° 15' 26" O        |

#### Tríplices fronteiras no Brasil

Mapa da tríplice fronteira entre Bolívia, Brasil e Peru

O Brasil é um país de tamanho continental (mais de 8,5 milhão de km²), e possui nove municípios situados em tríplices fronteiras. Segue abaixo a relação de todas elas:
| Município                    | Estado             | Países fronteiriços        |
| ---------------------------- | ------------------ | -------------------------- |
| 1 – Tabatinga                | Amazonas           | Colômbia e Peru            |
| 2 – Barra do Quaraí          | Rio Grande do Sul  | Uruguai e Argentina        |
| 3 – Assis Brasil             | Acre               | Bolívia e Peru             |
| 4 – Corumbá                  | Mato Grosso do Sul | Paraguai e Bolívia         |
| 5 - Foz do Iguaçu            | Paraná             | Argentina e Paraguai       |
| 6 – Laranjal do Jari         | Amapá              | Suriname e Guiana Francesa |
| 7 – Oriximiná                | Pará               | Guiana e Suriname          |
| 8 – São Gabriel da Cachoeira | Amazonas           | Colômbia e Venezuela       |
| 9 – Uiramutã                 | Roraima            | Venezuela e Guiana         |

##### Fronteiras interestaduais
No Brasil, há 25 fronteiras interestaduais tríplices:
- Acre - Amazonas - Rondônia
- Alagoas - Bahia - Pernambuco
- Alagoas - Bahia - Sergipe
- Amazonas - Mato Grosso - Pará
- Amazonas - Mato Grosso - Rondônia
- Amazonas - Pará - Roraima
- Bahia - Espírito Santo - Minas Gerais
- Bahia - Goiás - Minas Gerais
- Bahia - Goiás - Tocantins
- Bahia - Pernambuco - Piauí
- Bahia - Piauí - Tocantins
- Ceará - Paraíba - Pernambuco
- Ceará - Paraíba - Rio Grande do Norte
- Ceará - Pernambuco - Piauí
- Distrito Federal - Goiás - Minas Gerais
- Espírito Santo - Minas Gerais - Rio de Janeiro
- Goiás - Mato Grosso - Mato Grosso do Sul
- Goiás - Mato Grosso - Tocantins
- Goiás - Mato Grosso do Sul - Minas Gerais
- Maranhão - Pará - Tocantins
- Maranhão - Piauí - Tocantins
- Mato Grosso do Sul - Minas Gerais - São Paulo
- Mato Grosso do Sul - Paraná - São Paulo
- Minas Gerais - Rio de Janeiro - São Paulo
- Mato Grosso - Pará - Tocantins

## Quádrupla fronteira
Não há nenhuma quádrupla fronteira entre países. Há uma quádrupla fronteira formada por quatro estados americanos do oeste, os quais apresentam fronteiras retilíneas: Arizona, Utah, Colorado, Novo México.
O Lago Chade, comum a quatro países africanos, pode aparentar ser uma fronteira Quádrupla. Porém ali, dentro do lago, existem duas fronteiras tríplices separadas por apenas 87 quilômetros da Fronteira Chade-Nigéria; Essas tríplices fronteiras são entre os dois países citados e Níger ao norte e Camarões ao sul;
No sudoeste da África há duas fronteiras tríplices muito próximas:
- Botsuana-Namíbia-Zâmbia
- Botsuana-Namíbia-Zimbábue

Esses pontos são separados por um trecho muito curto de fronteira, entre Zâmbia e Botsuana, junto a Kasane (Botsuana), fronteira essa que nem sequer é listada no CIA Factbook. Desse modo, essa ponto poderia dar a impressão de ser uma quádrupla fronteira.